# Danny Mills
Pour les articles homonymes, voir Mills.
Daniel « Danny » John Mills, né le 18 mai 1977 à Norwich, était un footballeur anglais.

## Biographie
Ce défenseur droit (qui peut également jouer en défense centrale) compte 19 sélections pour l'Angleterre de 2001 à 2004, avec laquelle il dispute notamment la coupe du monde 2002.
En août 2009, il décide de mettre un terme à sa carrière de footballeur en raison d'une blessure à un genou qui le tenait éloigné des terrains depuis un an et demi.
Il est le père du coureur de demi-fond George Mills.

## Clubs
- 1995-1997 :  Norwich City
- 1997-1999 :  Charlton Athletic
- 1999-2003 :  Leeds United
- 2003-2004 :  Middlesbrough FC
- 2004-2009 :  Manchester City
- 2006-2007 :  Prêt Hull City
- 2007-2008 :  prêt Charlton Athletic
- 2008-2009 :  prêt Derby County

## Sélections
- 19 sélections et 0 but en équipe d'Angleterre entre 2001 et 2004
- 14 sélections et 3 buts en équipe d'Angleterre des moins de 21 ans entre 1996 et 1998

## Palmarès
- Vainqueur de la League Cup en 2004 avec Middlesbrough